# Francinaina Cirer Carbonell
Francinaina Cirer Carbonell (de nome religioso Francisca Anna da Dolorosa Mãe de Deus; 1 de junho de 1781 - 27 de fevereiro de 1855), foi uma religiosa espanhola, fundadora das Irmãs de Caridade de São Vicente de Paulo de Maiorca, foi proclamada em 1989, Beata pelo Papa João Paulo II.

## O culto

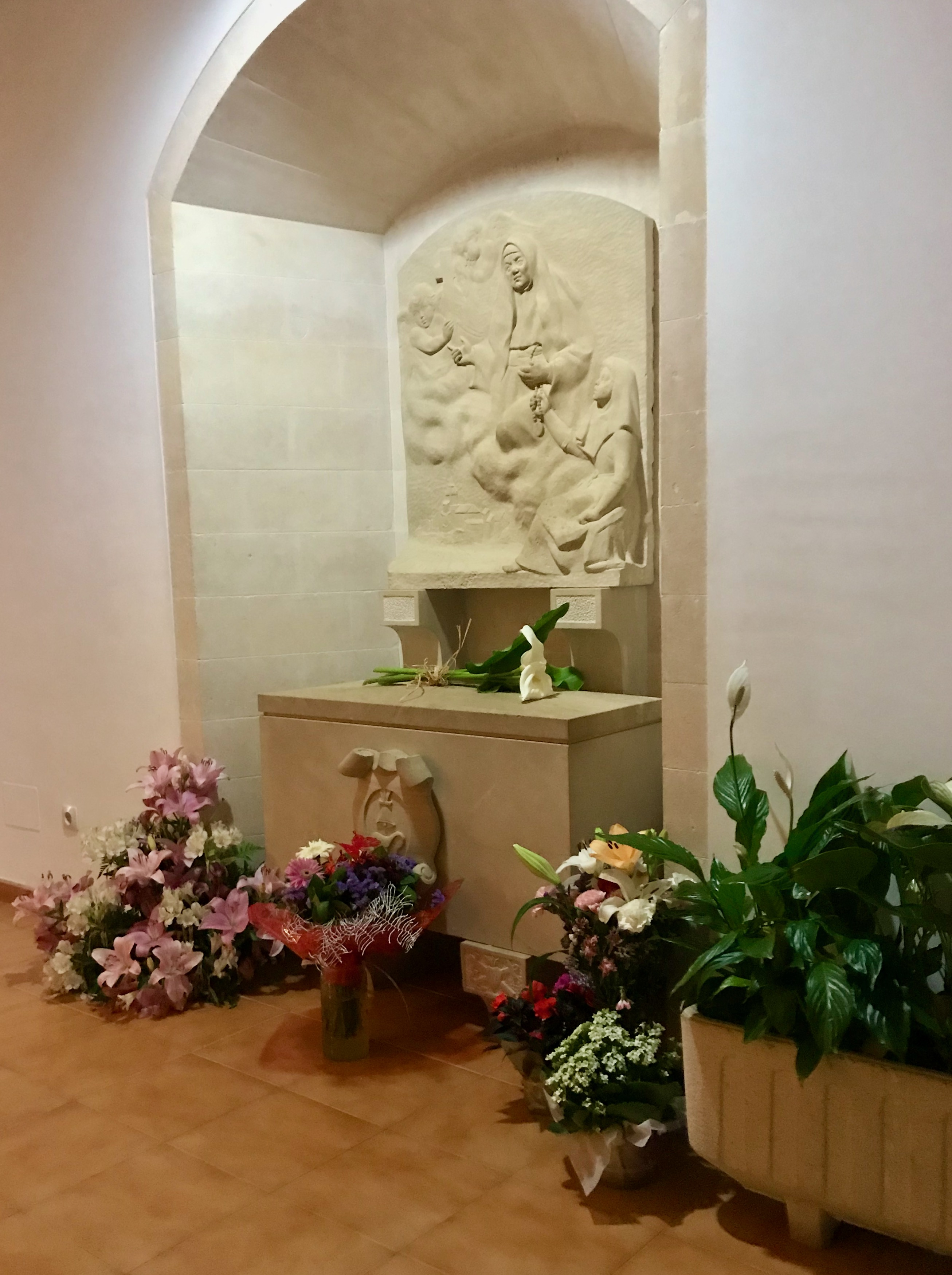
Urna funerária com os restos mortais de Francinaina Cirer i Carbonell, que são objeto de veneração por inúmeros fiéis católicos que visitam diariamente a capela que está localizada no município de Sencelles.

A causa dos beatos foi introduzida em 4 de dezembro de 1940; em 21 de março de 1985 ,o Papa João Paulo II autorizou a Congregação para as Causas dos Santos a promulgar o decreto sobre as virtudes heróicas dos religiosos.
Em 1988, a Santa Sé reconheceu a autenticidade de um milagre atribuído à intercessão do venerável Cirer Carbonell.
Foi beatificada pelo papa João Paulo II em 1º de outubro de 1989, na Piazza San Pietro, em Roma ;Na mesma cerimónia, o venerável Geltrude Comensoli ,Lorenzo María Salvi ,Niceforo Díez Tejerina e companheiros, os mártires foram elevados à honra dos altares.
Sua memória é tida no Martirológio Romano em 27 de fevereiro ,dia de sua morte.